# Уварова, Прасковья Сергеевна
Графиня Праско́вья Серге́евна Ува́рова (урождённая княжна Щерба́това; 28 марта (9 апреля) 1840, с. Бобрик Лебединского уезда Харьковской губернии ― 30 июня 1924, Добрна, Королевство Югославия) ― русский учёный, историк и археолог из рода Щербатовых; придворная статс-дама (с 1912). Жена археолога Алексея Сергеевича Уварова.

## Биография
Дочь князя Сергея Александровича Щербатова (1804—1872) от его брака с княжной Прасковьей Борисовной Святополк-Четвертинской (1818—1899). Внучатая племянница Марии Нарышкиной, фаворитки Александра I и матери его детей. Сестра князя Николая Щербатова, директора Исторического музея.
Родилась в отцовской усадьбе, крещена 5 апреля 1840 года в церкви Бориса и Глеба у Арбатских ворот при восприемстве деда князя Б. А. Святополк-Четвертинского и бабушки княгини П. С. Щербатовой. Родовое имение Щербатовых находилось в Тернах в Лебединском уезде, им же принадлежали и близлежащие сёла, в том числе и село Бобрик. Вполне закономерно, что Прасковья Сергеевна росла в усадьбе своего отца в Тернах. В семье Щербатовых было 9 детей.
В 1852 году, когда пришла пора старшему из братьев поступать на учёбу, семейство переехало в Москву в большой дом в Мёртвом переулке. Прасковья Сергеевна получила домашнее образование, знала три языка. Среди её воспитателей профессор Ф. И. Буслаев, занимавшийся с ней русской литературой, Н. Г. Рубинштейн, дававший уроки музыки, А. К. Саврасов, приходивший заниматься рисунком и живописью.
В 1854 году 14-летнюю Прасковью взяли в Санкт-Петербург на свадьбу двоюродной сестры, где она была представлена императрице Александре Фёдоровне.

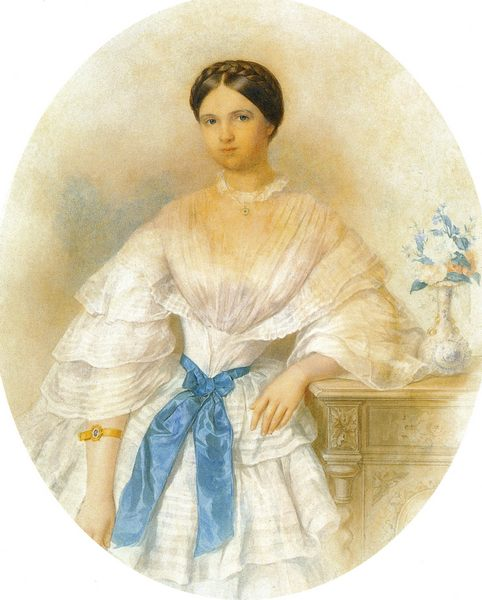

Позднее она часто появлялась на балах. Не исключено, что Прасковьей навеян образ Кити Щербацкой в романе «Анна Каренина»:

«Платье не теснило нигде, нигде не спускалась кружевная берта, розетки не смялись и не оторвались; розовые туфли на высоких выгнутых каблуках не жали и веселили ножку. Густые косы белокурых волос держались как свои на маленькой головке. Пуговицы все три застегнулись, не порвавшись на высокой перчатке, которая обвила её руку, не изменив её формы. Чёрная бархотка медальона особенно нежно окружала шею… Глаза блестели, и румяные губы не могли не улыбаться от сознания своей привлекательности».— Л. Н. Толстой «Анна Каренина»
А вот запись того же времени в дневнике Л. Толстого: «Со скукой и сонливостью поехал к Рюминым, ― пишет он 30 января 1858 г., ― и вдруг окатило меня. П. Щ. ― прелесть. Весело целый день».
14 января 1858 года, в 18 лет, Прасковья Сергеевна вышла замуж за известного русского археолога Алексея Cергеевича Уварова, который был старше её на 15 лет.

«Граф говорил, что он гораздо старше меня, не любит свет, занят наукой и боится, что его привычки и жизнь могут показаться трудными и скучными молодой девушке, как я. Я откровенно ответила, что его полюбила за то, что он серьёзнее других, что я обещаю быть ему не только хорошей женой, но, если он позволит, то и помощницей»— П. С. Уварова «Былое. Давно прошедшие счастливые дни»
За неделю до Рождества семья Прасковьи и Алексей Уваров уехали на четыре дня в Троице-Сергиеву лавру. Венчание состоялось в домашней церкви единственной родственницы жениха, сестры его матери, княгини Варвары Алексеевны Репниной-Волконской. Молодые поселились в доме княгини Шаховской в Газетном переулке, где провели месяц до отъезда за границу.
Молодые совершили полуторамесячное свадебное путешествие по Европе в ходе которого в Италии посетили Геркуланум и раскопки в Помпеи, а также провели ряд встреч с европейскими исследователями в Венеции, Генуе, Неаполе, Сорренто и других городах. На обратном пути домой пара посетила Париж, где произошла их встреча с Жаком Жюльеном Марготтеном. В 1861 году селекционер зарегистрировал один из выведенных им сортов роз Comtesse Ouwaroff — графине Уваровой.
В России молодая графиня активно включилась в исследовательские и общественные занятия мужа, вела активную земскую деятельность в родовом имении Уваровых в селе Поречье Звенигородского уезда Московской губернии. С середины 1860-х возглавляла школьную комиссию Можайского благотворительного общества, занималась устройством сельских школ и приютов, подготовкой учителей и разработкой учебных программ.
После кончины своего супруга (1884), являлась председателем Московского археологического общества (с мая 1885), почетным членом Императорской Академии наук (1895), профессором Дерптского (1888), Харьковского (1906), Казанского (1910), Московского (1910) университетов, Петербургского археологического института (1891), Лазаревского института восточных языков (1902). В 1892 году Общество антикваров во Франции избрало графиню своим членом.
В преклонных годах графиня значительную часть времени проводила в своем имении Красная горка в Карачарово, близ Мурома.
В 1917 году, после Октябрьской революции, выехала в Ессентуки, где работала над завершением своего многолетнего труда «Описание миниатюр грузинских Евангелий XV и XVI веков». В 1918 году поселилась в Майкопе, где проводила археологическое обследование окрестностей, зарабатывая на жизнь преподаванием иностранных языков.
В феврале 1919 года эвакуирована из Новороссийска на корабле «Св. Николай», эмигрировав в Королевство сербов, хорватов и словенцев, где и скончалась 30 июня 1924 года в городе Добрна (ныне Словения).

«Память о Прасковье Сергеевне Уваровой среди ученых будет жить долго. Едва ли скоро мы увидим опять такого деятеля — бескорыстного, энергичного, преданного науке до самопожертвования, талантливого, широко образованного, как Уварова»
— (Некролог), А. Н. Соболевский
Похоронена на Новом кладбище в Белграде. В 1934 году вместе с ней был похоронен её сын Игорь Алексеевич Уваров.

## Творческая деятельность

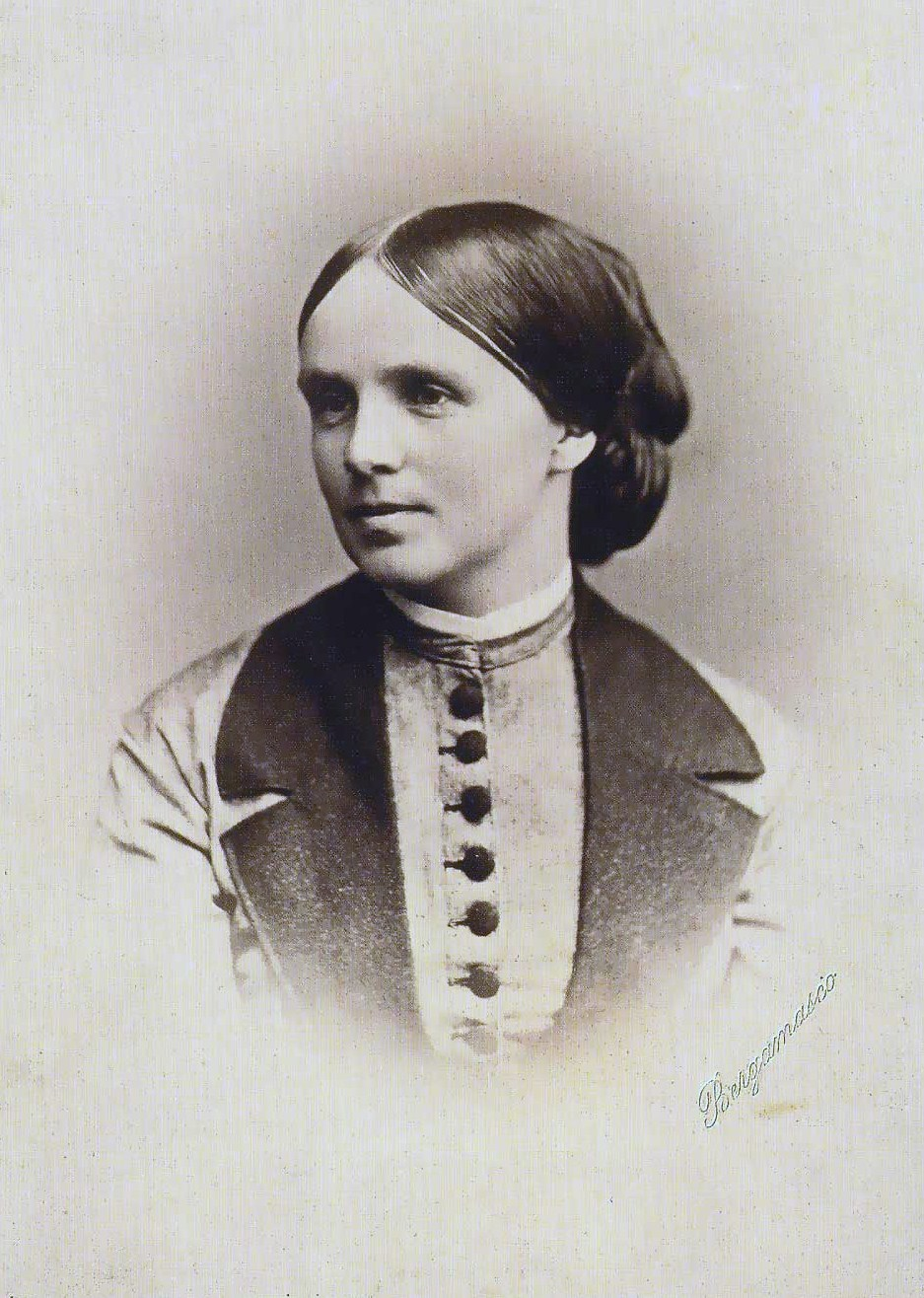
П. С. Уварова. Фотография 1870-х гг.

Связав свою судьбу с А. С. Уваровым, П. С. с полной самоотдачей включилась в работу Московского археологического общества ― организации, созданной её мужем для всестороннего изучения, охраны и популяризации отечественной старины. К концу XIX в. в Обществе насчитывалось около 500 человек. В их числе такие корифеи отечественной науки, как В. О. Ключевский, М. П. Погодин, С. М. Соловьев, И. Е. Забелин, В. А. Городцов, архитекторы и историки архитектуры К. М. Быковский, Л. В. Даль, Ф. Ф. Горностаев, художники А. М. Васнецов и И. С. Остроухов и многие другие.

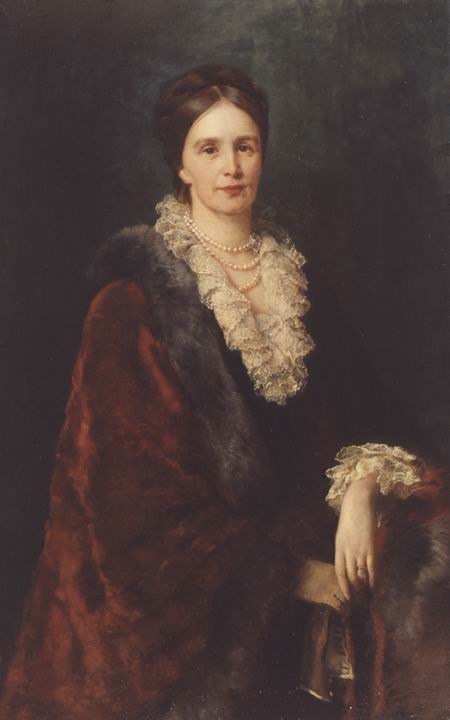
К. Е. Маковский. «Портрет графини П. С. Уваровой», 1882 г. ГИМ.

П. С. Уварова участвовала в проведении археологических съездов, в основании крупнейшего музея страны ― Исторического музей имени императора Александра III. После кончины мужа, в мае 1885 года её избирают председателем Московского археологического общества. Графиней были подготовлены и проведены 9 съездов (с VII по XV). Полностью был подготовлен XVI съезд (Псковский), который не состоялся из-за начавшейся Первой мировой войны. В уваровском архиве отложились материалы, свидетельствующие о подготовке XVII Археологического съезда, который предполагалось провести в Белоруссии. Под её председательством были учреждены ряд комиссий, которые расширили сферу деятельности Общества: Восточная (1887), Славянская (1892), Археографическая (1896), «Старая Москва» (1909). Сама графиня возглавляла Комиссию по сохранению древних памятников, которой рассматривались вопросы сохранения сотен памятников; археологи, архитекторы, искусствоведы отправлялись в российскую глубинку для натурного обследования какого-нибудь приговоренного к слому храма или крепостной стены.
Члены Комиссии рассматривали и более общие вопросы. Так, 2 мая 1906 года под председательством графини состоялось специальное заседание, на котором было выдвинуто незамедлительно, в течение лета, «составить полную, по возможности, опись существующих древних памятников по ранее выработанной и принятой Обществом схеме», то есть полный каталог отечественных древностей. Этот замысел долгие годы пытались осуществить советские учёные, но каталог поныне не завершён.
С 1887 года по завещанию мужа издавала под его именем каталог коллекции мужа, находящейся в то время в их подмосковной усадьбе в селе Поречье.
В 1906 году графиня из своих средств учредила в память А. С. Уварова премию за исследования в области древнерусского зодчества. Спустя три года её вручили инженеру М. В. Красовскому за фундаментальный «Очерк московской архитектуры».
В 1916 году Уварова пишет письмо министру внутренних дел А. Н. Хвостову, убеждая издать закон о запрете вывоза древностей из России.

## Научные работы П. С. Уваровой

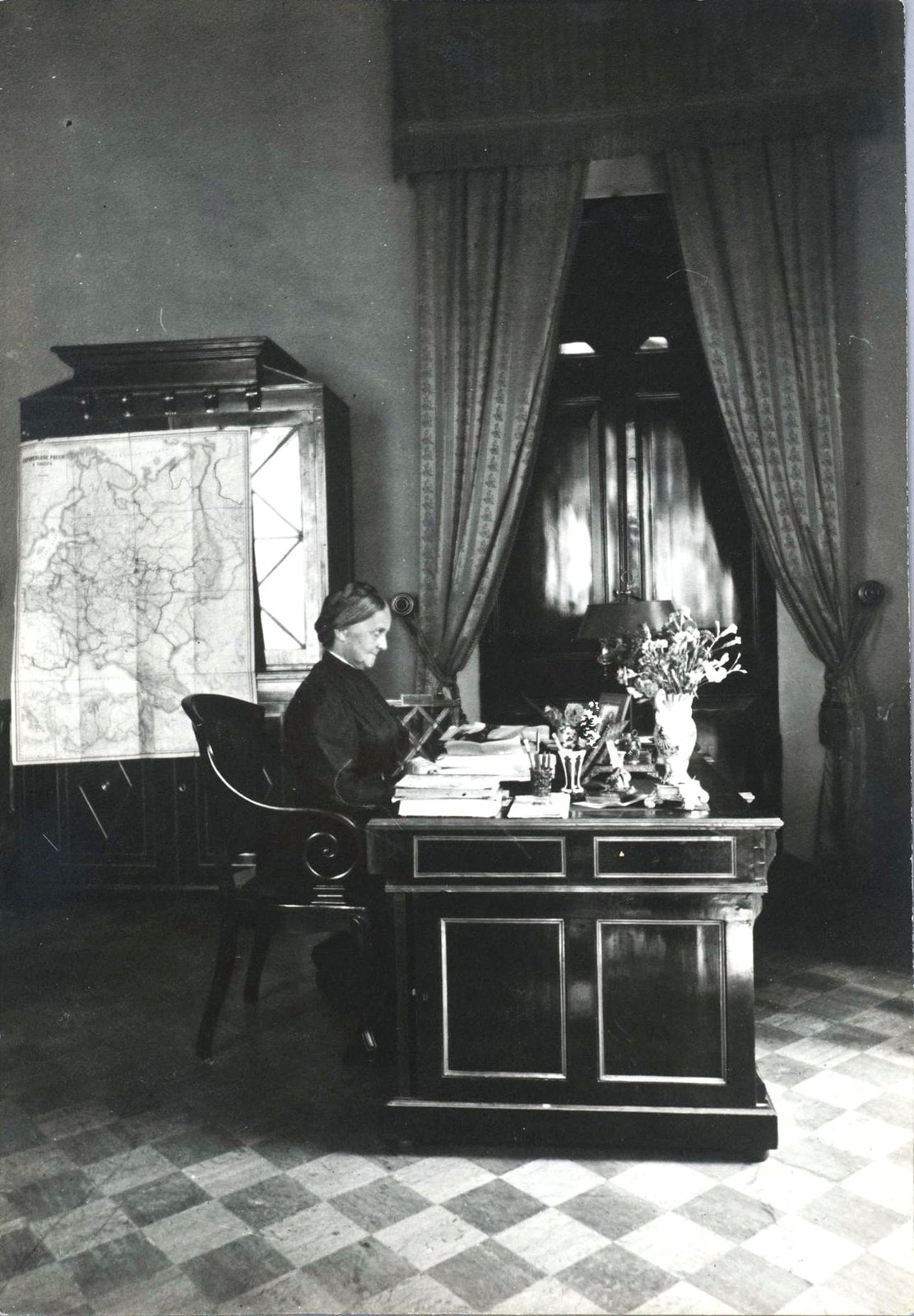
Карачарово. 1899 год

- Архитектурные памятники Юго-Западного края (1902)
- О защите памятников живой старины (1914)
- Областные музеи (1891)
- Город Бреславль и его музей (1900)
- Музей в Триесте (1900)
- Могильники Северного Кавказа (1900)
- Коллекция Кавказского музея (1902)
- Каталог выставки изображений Богоматери: древний период (1896)
- Финифть в Порецком музее (1909)
- Историческая записка о деятельности Императорского Московского археологического общества за первые 25 лет существования (1890)
- Обзор деятельности первых 12 съездов (1905)
- Кавказ. Путевые заметки (1904)

## Семья

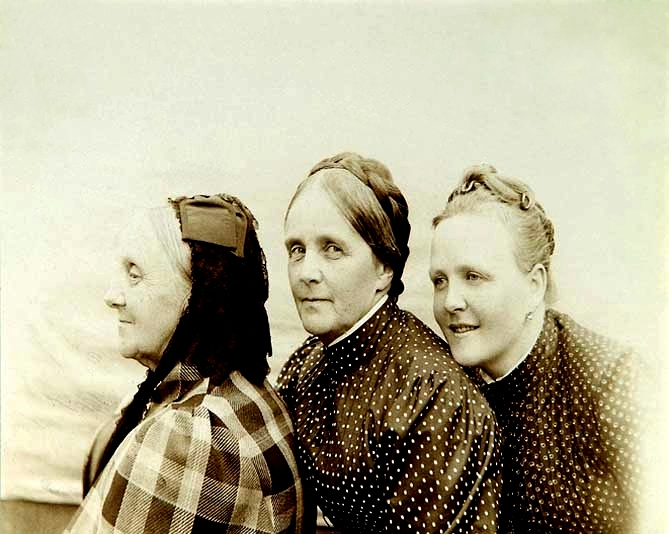
Графиня Прасковья Сергеевна Уварова (в центре) с матерью княгиней Прасковьей Борисовной Щербатовой и дочерью Прасковьей Алексеевной

- Отец — Сергей Александрович Щербатов (1804—1872), князь, полковник, кавалер, предводитель дворянства Лебединского уезда.
- Мать — Прасковья Борисовна (урождённая княжна Святополк-Четвертинская) (1818—1899), дочь князя Б. А. Святополк-Четвертинского.
- Муж — Алексей Сергеевич Уваров (1824—1884), археолог.
  - Сын — Алексей Алексеевич (1859, Неаполь — 1913), был женат на Анне Ивановне Штенберг.
  - Дочь — Прасковья Алексеевна (29 октября 1860, Париж — 27 сентября 1934, Женева)
  - Сын — Сергей Алексеевич (1862 — 3 февраля 1888, Санкт-Петербург), окончил университетское отделение Катковского лицея, корнет Кавалергардского полка. Похоронен в Новодевичьем монастыре в Москве.
  - Дочь — Екатерина Алексеевна (род. и ум. 1863).
  - Дочь — Екатерина Алексеевна Уварова (7 октября 1864, Санкт-Петербург — 1953), замужем не была. Жила при матери. Любая информация об её якобы детях является подлогом[11].
  - Сын — Фёдор Алексеевич (1866—1954), председатель Можайской земской управы, член Государственного совета от земского собрания Московской губернии, был женат на графине Екатерине Васильевне Гудович (1868—1948), сестре А. В. Гудовича. После революции эмигрировали во Францию.
  - Сын — Игорь Алексеевич (1869—1934), предводитель дворянства Бельского уезда, член Государственного совета. Был женат на Елизавете Николаевне Хомяковой (ум. 1959, Буэнос-Айрес).

## Память
- В 1897 году люксембургские розоводы Супер и Ноттинг (Soupert & Notting) назвали выведенный новый сорт розы «Comtesse Théodore Ouwaroff» (в некоторых каталогах «Princesse Théodore Ouvaroff»). Таким образом, графине Уваровой было посвящено две розы: одна в 1861 году — Марготтеном (сохранилась в розовом саду Жозефа Божеана в Бельгии), а другая — в 1897 году Супером и Ноттингом. Последняя не сохранилась, но известно, что она принадлежала чайной группе, имела очень крупные и полные цветки (26—40 лепестков) розового цвета с тёмно-жёлтым оттенком у основания. Родителями розы являлись сорт «Madame Lombard» и «Luciole» (T, Guillot fils, 1886)[12].
- В апреле 1990 года по инициативе Муромского историко-художественного и мемориального музея учреждены «Уваровские чтения» ― своеобразная школа для музейных работников и краеведов.